# 西原由記子
西原 由記子（にしはら ゆきこ、1933年（昭和8年）2月11日 - 2014年（平成26年）2月7日）は、日本での自殺防止センターの創設者。兵庫県尼崎市生まれ。

## 概要
夫の西原明は、1966年より1998年3月31日までの32年間、大阪市心斎橋の日本基督教団島之内教会で牧師を務めた。この時期に西原夫妻は関西いのちの電話の創設に参加。その中から一部のメンバーと独立して、1978年に島之内教会内に「自殺防止センター（現大阪自殺防止センター）」を開き、24時間の受付対応を実施した。
1998年に上京し、日本基督教団シロアム教会内に「東京自殺防止センター」を開設し所長を勤める。その後、所属する国際団体の団体名の解消に伴い、同施設は国際ビフレンダーズ・東京自殺防止センターと改称した。
2009年12月　任意団体「こころの救急箱」設立　研修指導者として参加。
聖マーガレット生涯教育研究所（SMILE）のスタッフを務めた。2012年にキリスト教功労者を受賞。
2014年2月7日脳梗塞のため80歳で死去。

## 受賞・表彰歴
- 1993年 第3回ミキ女性大賞を受賞
- 2002年 社会貢献支援財団から社会貢献者表彰（多年にわたる功労・日本財団賞）を受ける[3]。

## 著書
- 『自殺する私をどうか止めて』（角川書店 2003年）ISBN 4-04-883859-8